# Região Geográfica Imediata de Mamanguape-Rio Tinto
A Região Geográfica Imediata de Mamanguape-Rio Tinto é uma das quinze regiões imediatas do estado brasileiro da Paraíba, uma das quatro regiões imediatas que compõem a Região Geográfica Intermediária de João Pessoa e uma das 509 regiões imediatas no Brasil, criadas pelo IBGE em 2017.
É composta por dez municípios, tendo uma população estimada pelo IBGE para 1.º de julho de 2017, de 146 257 habitantes e uma área total de 1 852,382 km².
As cidades-sede Mamanguape e Rio Tinto são as mais populosas da região, com 45 005 e 24 154 habitantes, respectivamente.

## Municípios
Fonte: IBGE – Cidades
| Município       | População Estimativa 2017 | Área (km²) |
| --------------- | ------------------------- | ---------- |
| Baía da Traição | 9 070                     | 102,242    |
| Capim           | 6 552                     | 78,786     |
| Curral de Cima  | 5 232                     | 85,096     |
| Itapororoca     | 18 715                    | 146,067    |
| Jacaraú         | 14 378                    | 253,033    |
| Mamanguape      | 45 005                    | 340,482    |
| Marcação        | 8 586                     | 123,262    |
| Mataraca        | 8 466                     | 184,188    |
| Pedro Régis     | 6 099                     | 73,560     |
| Rio Tinto       | 24 154                    | 465,666    |
| Total           | 146 257                   | 1 852,382  |